# Roberts Gobziņš
Roberts Gobziņš (geboren am 13. Juli 1964 in Riga, Lettische SSR), auch bekannt als Eastbam oder East Bam (aufgrund seiner künstlerischen Verbindungen zu Westbam), ist ein lettischer Unterhaltungskünstler. Seine Karriere umfasst die Arbeit als Musiker, DJ, MC, Radiopersönlichkeit (oft mit Komödien) und Parlamentskandidat. Am bekanntesten ist er als Mitglied oder Mitarbeiter zahlreicher Bands (Dzeltenie Pastnieki, NSRD, Diskomforts, 19 gadi pirms sākuma, Kaija, CSK, Fortress, Dzidriņas Megasistēma, Smalkie Regeji, Los Amigos, Resnie Putni, Twinkle Brothers) und in den 1990er Jahren als national erfolgreicher Solokünstler.
Er war der Pionier der lettischen Rap-Musik, indem er 1982 eine Rap-Einlage in den Dzeltenie-Pastnieki-Song "Bezcerīgā dziesma" auf dem Album Man ļoti patīk jaunais vilnis einfügte und später die allererste lettische Rap-12-Inch-Single ("Aka Aka") auf dem Westbam-Label Low Spirit herausbrachte.
Bei Live-Auftritten in Deutschland stand er bereits mit De La Soul und den Jungle Brothers auf der Bühne. 1997 spielte Gobziņš in der Avantgarde-Oper Rolstein on the Beach die Rolle des "The Son of Rothschild".
Im Jahr 2003 nahm Gobziņš an "Aka Hip Aka Hop" teil, einer Zusammenarbeit mit A.G., Raitis, Giuseppe und Gustavo, die die Geschichte der lokalen Szene feierte. Am 11. Dezember 2004 war er erneut die Vorgruppe von De La Soul in Riga.
Gobziņš publiziert auf Deezer und Spotify.

## Diskographie

### Mit Dzeltenie Pastnieki
- Man ļoti patīk jaunais vilnis (1982) (Text auf 3 Titeln, Leadgesang auf einem)
- Vienmēr klusi (1984) (Text auf 5 Titeln, Leadgesang auf einem)
- Depresīvā pilsēta (1986) (Text auf 3 Tracks, Leadgesang auf 2)
- Kaķis (2003) (Liedtext auf 5 Titeln)

### Solo
- Aka Aka (1990)
- Roberts Gobziņš alias East Bam (1993)
- Sienāži (1994)
- Man saujā benzīns (1995)
- Roberta Gobziņa 20 labākās dziesmas (1996)
- Rīta radio (1998)
- Biezais vectēvs (2002)

### Andere Auftritte
- 19 gadi pirms sākuma – unbetitelte Demo-EPs (Ende der 1980er Jahre)
- WestBam – "Do It in the Punk Mix" (1987) (B-Seite der "Do It in the Mix" 12")
- WestBam – The Cabinet (1989) (Gesang auf "Go Eastbam!")
- Dzidriņas megasistēma – Nes mani vēl (18. März 1996) (Bandmitglied)
- Hardijs Lediņš & Kaspars Rolšteins – Rolstein on the Beach (1997)
- NSRD – Labākās dziesmas 1982–2002 (2002) (Gesang bei "Labrīt, Putra!")
- A.G., Raitis, Giuseppe, Eastbam, Gustavo – "Aka Hip Aka Hop" (2003)
- 19 gadi pirms sākuma – 19 gadi pirms sākuma (2005)
- NSRD – Dziesmas neuzrakstītai lugai (2006) (Gesang auf "Dons Huans")